# Unterwasserhockey-Europameisterschaft
Die Unterwasserhockey-Europameisterschaft ist Turnier im Unterwasserhockey. Das erste Turnier fand 1985 in London statt. Mit Ausnahme der Jahre 2006 und 2007 findet die Meisterschaft alle zwei Jahre im Wechsel mit der Unterwasser-Weltmeisterschaft statt. Während der Austragungsort immer in einem Europäischen Land liegt, sind bei den bisherigen Turnieren auch außer-europäische Mannschaften angetreten.

## Teilnehmer
Bei der EM 2010 gab es ein Herrenturnier und ein Damenturnier.
Teilnehmer am HerrenturnierBelgien, Frankreich, Italien, Kolumbien, Niederlande, Portugal, Serbien, Spanien, Südafrika, Vereinigtes Königreich
Teilnehmer am DamenturnierFrankreich, Kolumbien, Niederlande, Spanien, Südafrika, Tschechien, Vereinigtes Königreich

## Bisherige Meisterschaften
Siehe Quelle
| Austragungsort | Datum                  | Gold und Silber der Herren | Gold und Silber der Damen |
| -------------- | ---------------------- | -------------------------- | ------------------------- |
| London         | 1985                   |                            |                           |
| Rotterdam      | 1987                   |                            |                           |
| Frankreich     | 1989                   |                            |                           |
| Antwerpen      | 1991                   |                            |                           |
| Sheffield      | 1993                   |                            |                           |
| Amersfoort     | 1995                   |                            |                           |
| Reims          | 1997                   |                            |                           |
| Kranj          | 1999                   |                            |                           |
| Belgrad        | 2001                   |                            |                           |
| San Marino     | 2003                   |                            |                           |
| Marseille      | 2005                   |                            |                           |
| Istanbul       | 2008                   |                            |                           |
| Porto          | 16. bis 24. April 2010 | Südafrika, Frankreich      | Großbritannien, Kolumbien |